# Polystichum pauciaculeatum
Polystichum pauciaculeatum là một loài thực vật có mạch trong họ Dryopteridaceae. Loài này được Bonap. miêu tả khoa học đầu tiên năm 1918.